# Făgăt, Iași
Făgăt este un sat în comuna Cotnari din județul Iași, Moldova, România.